# 埃爾斯沃思縣 (堪薩斯州)
埃爾斯沃思县（英語：Ellsworth County，簡稱EW）是美國堪薩斯州中部的一個縣。面積1,874平方公里。根據美國2000年人口普查，共有人口6,525人。縣治埃爾斯沃思（Ellsworth）。
成立於1867年2月26日。縣名來自埃爾斯沃思堡，以紀念監造者艾倫·埃爾斯沃思 （Allen Ellsworth）。